# 万雅讷河畔博蒙
万雅讷河畔博蒙（法語：Beaumont-sur-Vingeanne，法語發音：[bomɔ̃ syʁ vɛ̃ʒan]）是法国科多尔省的一个市镇，属于第戎区。

## 地理
万雅讷河畔博蒙（47°27'53"N, 5°21'47"E）面积11.72 平方千米，位于法国勃艮第-弗朗什-孔泰大區科多尔省，该省份为法国中东部省份，北起奥布省，西接涅夫勒省和约讷省，南至索恩-卢瓦尔省，东南接汝拉省，东临上索恩省，东北部与上马恩省接壤。
与万雅讷河畔博蒙接壤的市镇（或旧市镇、城区）包括：当皮埃尔和弗莱、万雅讷河畔布拉尼、贝兹、万雅讷河畔香槟、贝兹河畔努瓦龙、勒耶。

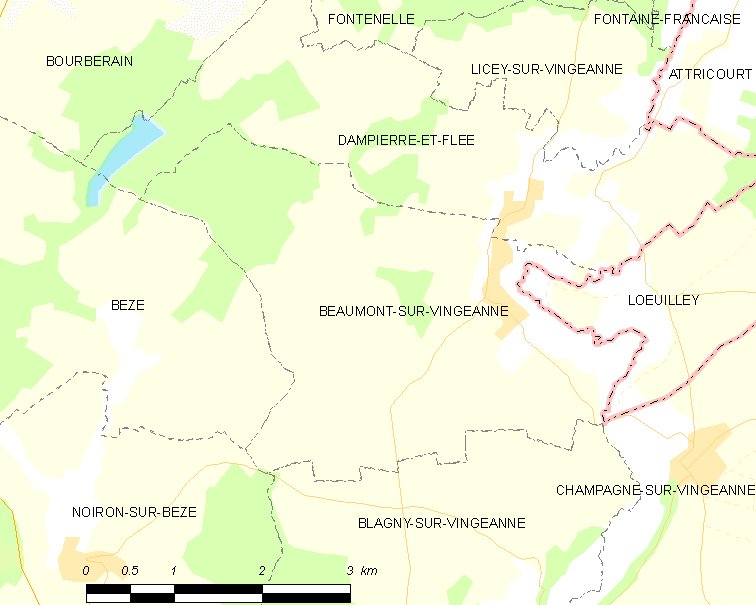
万雅讷河畔博蒙的OSM定位图

万雅讷河畔博蒙的时区为UTC+01:00、UTC+02:00（夏令时）。

## 行政
万雅讷河畔博蒙的邮政编码为21310，INSEE市镇编码为21053。

## 政治
万雅讷河畔博蒙所属的省级选区为圣阿波利奈尔县。

## 人口

1962-2008年间万雅讷河畔博蒙人口变化图示

万雅讷河畔博蒙于2022年1月1日时的人口数量为198人。